# Andrej Gustinčič
Andrej Gustinčič, slovenski novinar, * 1963, London.
Andrej Gustinčič je sin slovenskega novinarja Jurija Gustinčiča. Od leta 1985 do 1997 je delal za agencijo Reuters, kjer je pokrival novice z območja nekdanje Jugoslavije in poročal o vojni v BiH. Po letu 1995 je bil Reutersov novinar z Wall Streeta za področje financ. Leta 1997 se je kot oblikovalec promocijskih spotov zaposlil na ameriški televiziji Fox TV. Leta 2004 se je preselil v Slovenijo, kjer honorarno dela za časnik Delo in TV Slovenija.